# Gerard de Kruijff
Gerard de Kruijff   (Buren, 27 de gener de 1890 - Deventer, 16 d'octubre de 1968) va ser un genet neerlandès que va competir durant la dècada de 1920 i que va disputar dues edicions dels Jocs Olímpics.
El 1924, als Jocs de París, disputà dues proves del programa d'hípica. Va guanyar la medalla d'or en el concurs complet per equips, amb el cavall Addio, mentre en la prova individual fou tretzè. Quatre anys més tard, als Jocs Amsterdam, disputà quatre proves del programa d'hípica. Revalidà la medalla d'or en el concurs complet per equips, alhora que guanyà la medalla de plata en el concurs complet individual, sempre amb el cavall Va-T'en. En la prova de salts d'obstacles per equips fou desè, mentre en la de salts d'obstacles individual fou vint-i-setè.